# Metodo LUX di Conway per quadrati magici
Il metodo LUX di Conway per quadrati magici è un algoritmo che permette di costruire quadrati magici aventi ordini 4n+2, con n intero positivo. Deve il nome al matematico inglese John Conway.

## Metodo
Si inizia creando una matrice (2n+1)x(2n+1) che consiste in 
- n+1 righe di L,
- 1 riga di U e
- n-1 righe di X,

infine si scambia la U che si trova nel mezzo con la L sopra di essa.
Ogni lettera rappresenta un blocco 2x2 di numeri, ordinati secondo il disegno del carattere.
Dopo la stesura della matrice di caratteri, si prosegue sostituendo ogni lettera con quattro numeri consecutivi, partendo con 1, 2, 3, 4 nel quadrato centrale della riga in alto, e muovendosi di blocco in blocco nella maniera descritta dal metodo siamese: le celle vengono riempite muovendosi in diagonale verso l'alto-destra (↗). Quando con un movimento si uscirebbe dal quadrato, si procede invece ripartendo dalla prima colonna/riga (in base a dove ci si trova). Se, spostandosi, si finisce in una cella già occupata, si va ad occupare la cella immediatamente sotto alla cella precedentemente riempita (↓). L'ordine dei numeri all'interno del blocco 2x2 segue questo schema dettato dalla forma delle lettere:
{\displaystyle \mathrm {L} :\quad {\begin{smallmatrix}4&&1\\&\swarrow &\\2&\rightarrow &3\end{smallmatrix}}\qquad \mathrm {U} :\quad {\begin{smallmatrix}1&&4\\\downarrow &&\uparrow \\2&\rightarrow &3\end{smallmatrix}}\qquad \mathrm {X} :\quad {\begin{smallmatrix}1&&4\\&\searrow \!\!\!\!\!\!\nearrow &\\3&&2\end{smallmatrix}}}

## Esempio
Utilizzando n = 2 si crea un quadrato di lettere 5x5 e la matrice finale di numeri è di 10x10.
| L | L | L | L | L |
| L | L | L | L | L |
| L | L | U | L | L |
| U | U | L | U | U |
| X | X | X | X | X |
La sostituzione parte dalla L al centro della prima riga, si prosegue sostituendo la quarta X dell'ultima riga, poi la U alla fine della quarta riga, di seguito la L che si trova all'inizio della terza riga, etc. Si crea in questo modo il seguente quadrato magico di ordine 10:
```
      [,1] [,2] [,3] [,4] [,5] [,6] [,7] [,8] [,9] [,10]
 [1,]   68   65   96   93    4    1   32   29   60    57
 [2,]   66   67   94   95    2    3   30   31   58    59
 [3,]   92   89   20   17   28   25   56   53   64    61
 [4,]   90   91   18   19   26   27   54   55   62    63
 [5,]   16   13   24   21   49   52   80   77   88    85
 [6,]   14   15   22   23   50   51   78   79   86    87
 [7,]   37   40   45   48   76   73   81   84    9    12
 [8,]   38   39   46   47   74   75   82   83   10    11
 [9,]   41   44   69   72   97  100    5    8   33    36
[10,]   43   42   71   70   99   98    7    6   35    34
```